# Яровий Станіслав Вікторович
Станісла́́в Ві́кторович Ярови́й — сержант Збройних сил України, учасник російсько-української війни.
Станом на березень 2017-го — головний сержант роти, 28-ма бригада.

## Нагороди
За особисту мужність, сумлінне та бездоганне служіння Українському народові, зразкове виконання військового обов'язку відзначений — нагороджений
- орденом «За мужність» III ступеня (3.11.2015).